# جهان‌آباد پایین
جهان‌آباد پایین، روستایی در دهستان فهرج بخش مرکزی شهرستان فهرج در استان کرمان ایران است.واز جمله محصولات این روستاخرما و مرکبات است ومردمان این روستا به غیرت و جنگ آوری مشهور میباشند وهمچنین تنها زورخانه شهرستان فهرج دراین روستا قرار دارد (زورخانه حیدر کرار) وبهترین پارک شهرستان دراین روستا قرار دارد (پارک شهدا)همچنین این روستا در برگذاری مراسمات وجشن های مذهبی سر آمد شهرستان است

## جمعیت
بر پایه سرشماری عمومی نفوس و مسکن در سال ۱۳۹۵، جمعیت این روستا برابر با ۵۸۰ نفر (۱۷۲ خانوار) بوده‌است.